# Jacob Berkeley-Agyepong
Jacob Kwame Berkeley-Agyepong (Croydon, Inglaterra, Reino Unido, 29 de julio de 1997) es un futbolista inglés que juega como centrocampista ofensivo en el club inglés Aldershot Town de la National League de Inglaterra. Nacido en Inglaterra, es internacional con la selección de Granada.

## Carrera
Berkeley-Agyepong se unió a la academia juvenil de Crystal Palace a la edad de ocho años. Fue liberado por el club después del final de la temporada 2017-18. Se unió a Aldershot Town en 2018.
El 28 de diciembre de 2019, Dartford anunció la firma de Berkeley-Agyepong en un contrato de préstamo a corto plazo.
Después de un período exitoso en Dartford, Berkeley-Agyepong se reincorporó a Aldershot Town el 11 de agosto de 2021.

## Selección nacional
Berkeley-Agyepong, nacido en Inglaterra, es de ascendencia granadina y ghanesa. El 1 de julio de 2021, fue incluido en el equipo de 23 hombres de Granada para la Copa Oro CONCACAF 2021. Hizo su debut internacional el 13 de julio en una derrota por 4-0 en el partido de grupo contra Honduras.

## Estadísticas

### Club
| Club                | Temporada | Liga                  | Liga     | Liga  | FA Cup   | FA Cup | EFL Cup  | EFL Cup | Otro     | Otro  | Total    | Total |
| Club                | Temporada | División              | Partidos | Goles | Partidos | Metas  | Partidos | Goles   | Partidos | Goles | Partidos | Goles |
| ------------------- | --------- | --------------------- | -------- | ----- | -------- | ------ | -------- | ------- | -------- | ----- | -------- | ----- |
| Aldershot Town      | 2018-19   | National League       | 27       | 1     | 2        | 0      | —        | —       | 0        | 0     | 29       | 1     |
| Aldershot Town      | 2019–20   | National League       | 21       | 4     | 1        | 0      | —        | —       | 0        | 0     | 22       | 4     |
| Aldershot Town      | Total     | Total                 | 48       | 5     | 3        | 0      | —        | —       | 0        | 0     | 51       | 5     |
| Dartford (préstamo) | 2019–20   | National League South | 6        | 2     | —        | —      | —        | —       | —        | —     | 6        | 2     |
| Dartford            | 2020–21   | National League South | 17       | 5     | 1        | 0      | —        | —       | 2        | 1     | 20       | 6     |
| Aldershot Town      | 2021–22   | National League       | 24       | 1     | 0        | 0      | —        | —       | 2        | 1     | 26       | 2     |
| Total               | Total     | Total                 | 95       | 13    | 4        | 0      | 0        | 0       | 4        | 2     | 103      | 15    |

### Selección nacional
| Selección | Año   | Partidos | Goles |
| --------- | ----- | -------- | ----- |
| Granada   | 2021  | 3        | 0     |
| Granada   | 2022  | 5        | 1     |
| Total     | Total | 8        | 1     |

Las puntuaciones y los resultados enumeran el recuento de goles de Granada en primer lugar, la columna de puntuación indica la puntuación después de cada gol de Berkeley-Agyepong.
| N.º | Fecha              | Evento                                             | Adversario  | Puntaje | Resultado | Competencia                       |
| --- | ------------------ | -------------------------------------------------- | ----------- | ------- | --------- | --------------------------------- |
| 1.  | 7 de junio de 2022 | Estadio Atlético Kirani James, St. George, Granada | El Salvador | 1-0     | 2–2       | Liga de Naciones CONCACAF 2022-23 |